# Johann Ferdinand von Albert
Johann Ferdinand Albert, seit 5. Mai 1808 Ritter von Albert (* 15. Februar 1745 in Ansbach; † 1839 in Köthen) war ein deutscher Beamter.

## Leben

### Familie
Johann Ferdinand Albert war der Sohn des Lehenpropstes (= Vorgesetzter eines Lehenhofes, der die Stelle des Lehnsherrn in demselben vertritt) Georg Ernst Albert und dessen Ehefrau Luise (geb. Bechmann).
Er war verheiratet mit Wilhelmine, Tochter des Justizrats Immanuel Christoph Benedict Schnell (1720–1795); gemeinsam hatten sie zwei Kinder.
1827 erwarb Johann Ferdinand Albert gemeinsam mit dem Geheimen Finanzrat von Behr das Freydank’sche Rittergut in Großwülknitz und war 1835 im Besitz des Taurischen Erbzinsguts in Naundorf, ebenfalls gemeinsam mit dem Geheimen Finanzrat von Behr.

### Werdegang
Johann Ferdinand Albert immatrikulierte sich 1762 an der Universität Tübingen zu einem Studium der Rechtswissenschaften und wechselte am 21. Mai 1764 an die Universität Leipzig.
Er trat 1766 in die Dienste des Markgrafen Alexander von Brandenburg-Ansbach-Bayreuth. Am 17. Juni 1795 trat er das Amt des Direktors der Regierung in Ansbach und als Lehenprobst an und blieb in diesen Ämtern bis 1805/1806; während seiner Amtszeit votierte er mehrmals gegen die Mediatisierungspoilitik von Karl August von Hardenberg. Später wurde er Appellationsgerichtsdirektor in Ansbach.
1809 trat er nach 43 Dienstjahren in den Ruhestand.

## Auszeichnungen und Ehrungen
- Am 5. Mai 1808 wurde Johann Ferdinand Albert Ritter des Zivilverdienstordens[8] und wurde am gleichen Tag durch König Maximilian I. Joseph von Bayern in den Adels- und Ritterstand des Königreichs Bayern erhoben.[9]